# Mesoperlina capnoptera
Mesoperlina capnoptera is een steenvlieg uit de familie Perlodidae. De wetenschappelijke naam van de soort is voor het eerst geldig gepubliceerd in 1886 door McLachlan.